# Herb Hardesty

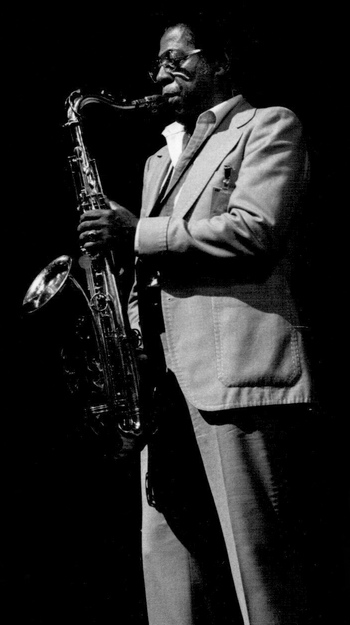
Herb Hardesty als Saxophonist 1980

Herbert „Herb“ Hardesty (* 3. März 1925 in New Orleans; † 3. Dezember 2016 in Las Vegas) war ein US-amerikanischer Rhythm-and-Blues-Musiker (Trompete, Bariton- und Tenorsaxophon), Komponist und Bandleader.

## Leben und Wirken
Herb Hardesty hatte mit sieben Jahren Trompetenunterricht. Während des Zweiten Weltkrieges wechselte er zum Saxophon, als er Radiotechniker im Army Air Corps war. Nach seiner Entlassung aus der Armee studierte er an der Dillard University und gründete eine eigene Band. Ende der 1940er Jahre spielte er bei Roy Brown, mit dem er auch auf eine Tournee ging, sowie mit Professor Longhair, Smiley Lewis. Zwischen 1947 und 1953 war er regelmäßiges Mitglied der Studio Band von Dave Bartholomew und begann auch als Solist zu arbeiten.

Imperial 78er von Fats Domino mit Herb Hardesty: The Fat Man

Er spielte u. a. auch mit Sidney Desvigne, Papa Celestin, Joe Robichaux, Ivory Joe Hunter, Clarence Gatemouth Brown und Pee Wee Crayton. Bekannt wurde er vor allem als Begleitmusiker von Künstlern wie Fats Domino, dessen Aufnahmen wie The Fat Man, I’m Walking und When My Dreamboat Comes Home er mit seinem Saxophonstil prägte. Hardesty war ein Verehrer Charlie Parkers und kombinierte seinen Stil mit der Rhythm-’n’-Blues-Musik seiner Heimatstadt.
Außerdem wirkte er bei Aufnahmen von Shirley Goodman (I’m Gone, 1952), Smiley Lewis (I Hear You Knocking), Bobby Mitchell, Lloyd Price, Big Joe Turner (Jumpin’ Tonight, 1950) und T-Bone Walker mit; ferner war er als Sessionmusiker an Aufnahmen von Gruppen wie Shirley & Lee, The Spiders, Jewel King und Archibald beteiligt. Ab 1955 spielte Hardesty regulär in Fats Dominos Band, in der er sich auch solistisch hervortat.
Unter eigenem Namen spielte er Ende der 1950er-Jahre einige Songs für Mutual Records ein, wie den Ska-Song Just a Little Bit of Everything, die 1961 von Federal Records übernommen wurden. Zwischen 1958 und 1962 nahm Hardesty weitere Instrumental-Nummern unter eigenem Namen für Mercury, Paoli und Federal auf.
1970 verließ er die Domino-Band und arbeitete in Las Vegas, wo er u. a. Engagements im Hilton Hotel hatte und gastierende Künstler wie B. B. King, The Coasters und Tony Bennett begleitete. In dieser Zeit ging er auch mit dem Count Basie Orchestra und Tom Waits auf Tourneen. In den 1970er Jahren arbeitete er auch weiterhin gelegentlich mit Fats Domino; in den 1990ern kehrte er regulär in dessen Band zurück.
Auf dem New Orleans Jazzfest 2000 gastierte Hardesty als Solist auf der Music Heritage Stage. 2000 und 2003 war er als Gastmusiker in Europa, eingeladen zu einer Konzert-Tournee von der Barrelhouse Jazzband und der Maryland Jazz Band of Cologne. In Deutschland gastierte er u. a. mit Frank Muschalle; noch Anfang der 2000er Jahre trat er in New Orleans mit dem Schlagzeuger Earl Palmer auf.
Hardesty war auch an der Filmmusik von Filmen wie The Girl Can’t Help It (1956), Blues Brothers, Mit Vollgas nach San Fernando (beide 1980) und Glory Days (1994) beteiligt.

## Diskographische Hinweise
- Fats Domino: They Call Me the Fat Man: The Legendary Imperial Recordings (1991)